# إجلاء مواطني جبل طارق في أثناء الحرب العالمية الثانية

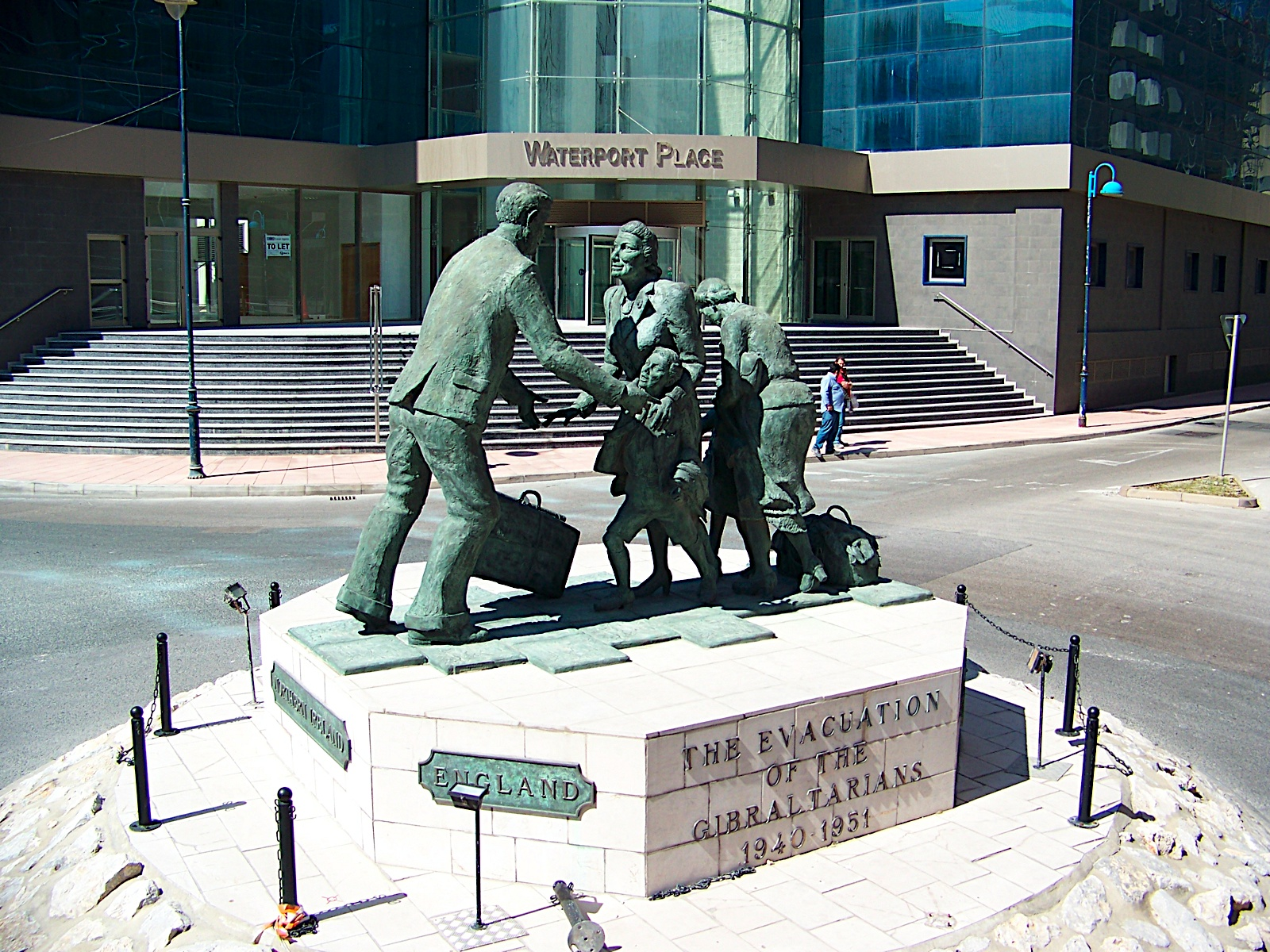

في أثناء الحرب العالمية الثانية قررت الحكومة البريطانية فرض إجلاء جماعي على السكان المدنيين الذين كانوا في مستعمرة جبل طارق الملكية، لزيادة حصانة صخرة جبل طارق، بتعزيزها بمزيد من جنود القوات البريطانية المسلحة، وهذا اضطر أغلب سكان جبل طارق إلى النزوح عن دارهم (بعضهم نزح مدة وصلت إلى 10 سنين)، وفقدان ما يمكن أن يعدوه دارًا لهم. لم يُسمح لأي مدني بالبقاء، إلا أولئك الذين كانوا يشتغلون بالوظائف الأساسية الضرورية. لكن على الرغم من ذلك تولد في المجتمع كله من جراء ذلك الموقف شعور متزايد «بالانتماء البريطاني»، من خلال المشاركة في جهود الحرب. 

## الدار البيضاء (كازابلانكا)
في أوائل شهر يونيو من عام 1940 نُقل بحريًّا نحو 13,500 شخص مُجلًى من جبل طارق إلى الدار البيضاء في المغرب الفرنسية، لكن بعد استسلام فرنسا للألمانيين في نفس ذلك الشهر، استشعرت حكومة فيشي الفرنسية الموالية للألمانيين الحرج من وجود مواطني جبل طارق في الدار البيضاء، فأخذت تتحين الفرصة لترحيلهم. بعد ذلك بوقت قليل سنحت الفرصة، حين وصلت 15 سفينة بضائع بريطانية تحت قيادة الكومودور كرايتون، إذ كانت تعيد 15 ألف جندي فرنسي إلى موطنهم، بعد أن اكتمل إجلاؤهم عن دونكيرك. ما إن اكتمل إنزال الجنود إلى الميناء، احتُجزت السفن إلى حين موافقة قيادتها على ترحيل مواطني جبل طارق. لم يكن كرايتون قادرًا على الحصول على تصريح بتنظيم سفنه وإعادة تعبئتها (وكانت أوامر الأميرالية البريطانية تحظر حمل مَن أُجلي)، لكنه على الرغم من هذا عندما رأى جموع المدنيين تتدفق عبر أحواض السفن، فتح أبوابه لهم ليصعدوا. في يوم 3 يوليو من عام 1940، شن أسطول البحر الأبيض المتوسط البريطاني هجومًا على المرسى الكبير، ودمر عددًا من السفن الحربية الفرنسية، ليحول بينها وبين أن تُسلَّم إلى الألمانيين. أودى الهجوم بأكثر من ألف بحار فرنسي، وأدى إلى توتر كبير بين الجانبين الفرنسي والبريطاني، توتر كان جليًّا تمامًا حين أجبر جنود فرنسيون عائلات من مدنيِّي جبل طارق في مركز عسكري على الجلاء بما يسعهم حمله وحسب، تاركين كثيرًا من ممتلكاتهم خلفهم. 

## عودة إلى جبل طارق
عندما وصل المدنيون إلى جبل طارق، لم يأذن لهم الحاكم السير كلايف ليدل في النزول إلى أرض المرسى، إذ خشي أنهم إن عادوا إلى صخرة جبل طارق، فسيستحيل إجلاؤهم مرة أخرى تقريبًا. اجتمعت الحشود في ساحة جون ماكنتوش، مطالبين بالإذن للمدنيين العائدين في النزول. بعد تلقي تعليمات من لندن، سُمح للمدنيين بالنزول، على شرط أن يعودوا متى تصل سفن أخرى لترحّلهم مرة ثانية عن صخرة جبل طارق، وبالفعل بحلول يوم 13 يوليو اكتملت إعادة المدنيين المرحَّلين إلى جبل طارق. 